# 北京国资公司
北京市国有资产经营有限责任公司，简称北京国资公司，前身北京市国有资产经营公司，是中国北京市的一家国有投资控股公司，负责管理北京市的国有资产。

## 历史
1992年，北京市国有资产经营公司成立。2001年4月，该公司与北京市境外融投资管理中心合并，形成有限责任公司。
2010年，北奥集团划入北京国资公司旗下。